# Marada arcanum
Marada arcanum Black, 2007 è un mammifero estinto, appartenente ai vombatiformi. Visse nell'Oligocene superiore (Chattiano, circa 25 milioni di anni fa) e i suoi resti fossili sono stati ritrovati in Australia.

## Tassonomia
Questo animale è noto solo per una mandibola completa, lunga circa 15 centimetri. La mandibola è di forma snella e gracile, dotata del primo incisivo ma sprovvista della corona. Sono presenti il terzo premolare e i molari dal primo al quarto. La parte posteriore è sprovvista del processo coronoide, del condilo articolare e del processo angolare. Il fossile è stato ritrovato nel 2001 nel sito noto come Oligocene Hiatus Site nei pressi di Riversleigh, nel Queensland. Una descrizione scientifica, pubblicata nel 2007, ha indicato che questo animale era un rappresentante dei vombatiformi (il grande gruppo di marsupiali attualmente rappresentato dal koala e dai vombati), forse vicino alla famiglia Wynyardiidae o ai diprotodontoidi. La presenza di caratteristiche primitive (plesiomorfiche) e specializzate (apomorfiche) rende tuttavia difficile un'attribuzione precisa, ed è stata creata una famiglia a sé stante per questo animale (Maradidae). I denti a corona bassa possedevano un grado moderato di lofodontia, e suggerirebbero una dieta a base di foglie tenere.